# Fußball-Club Bayern München Basketball
Il F.C. Bayern München Basketball è una società cestistica, facente parte della polisportiva Fußball-Club Bayern München con sede a Monaco di Baviera in Germania. Fondata nel 1946, gioca nel campionato tedesco.
Disputa le partite interne nella Audi Dome, che ha una capacità di 6.700 spettatori.

## Storia
Il Bayern Monaco ha una lunga tradizione cestistica. Oltre ai suoi anni di maggior successo negli anni 1950 e 1960 (segnati dalla vittoria del campionato tedesco nel 1954 e nel 1955 e della Coppa di Germania nel 1968), il club ha goduto di notevole popolarità nel 1956, quando portò 40.000 fan per un'amichevole all'aperto contro il Lancia Bolzano, all'epoca una delle migliori squadre di basket d'Italia. Più tardi, nel 1966, il club è stato uno dei membri fondatori della Lega tedesca.
Negli anni successivi, il club lentamente, ma inesorabilmente, è caduto nel dimenticatoio, e nel 1974, è stato anche relegato nella 2ª divisione tedesca. Per molto tempo dopo, il club, mai completamente ristabilitosi, ebbe pochi anni di successi (il Bayern fu promosso nella prima divisione tedesca nel 1987, e vi rimase fino al 1989).
Nel 2008, l'obiettivo dichiarato della squadra fu quello di tornare all'antico splendore del club, e di tornare nel massimo campionato tedesco, che alla fine accadde. Nel prossimo futuro, il club si propone di diventare una forza importante nel basket europeo, in modo tale che il Bayern Monaco non sia noto solo per le sue gesta calcistiche, ma anche per quelle cestistiche. Nella stagione 2012-13 il club ha raggiunto le semifinali della Basketball Bundesliga, nelle quali ha perso per 3-2 contro i campioni in carica del Brose Baskets.
Grazie ad una wild card, il Bayern Monaco ha giocato l'Eurolega nella stagione 2013-14. Questa è stata la sua prima apparizione nella massima competizione europea, e ha raggiunto la fase delle Top 16. Riceverà poi una licenza pluriennale nel 2018. Il 18 giugno 2014, il Bayern ha vinto il suo terzo titolo nazionale battendo l'Alba Berlino per 3-1 nelle finali. Si è trattato del primo titolo per la squadra dal 1955, quindi il primo a distanza di oltre 59 anni. Il miglior giocatore della squadra è stato Malcolm Delaney, che è stato riconosciuto sia come MVP del torneo che come MVP delle finali.

## Roster 2024-2025
Aggiornato al 18 settembre 2024.
|    | Naz.                                           | Ruolo | Sportivo           | Anno | Alt. | Peso |  |
| -- | ---------------------------------------------- | ----- | ------------------ | ---- | ---- | ---- |  |
| 0  | Stati Uniti (bandiera) · Germania (bandiera)   | G     | Nick Weiler-Babb   | 1995 | 196  | 91   |  |
| 1  | Germania (bandiera)                            | AG    | Oscar da Silva     | 1998 | 206  | 104  |  |
| 3  | Stati Uniti (bandiera)                         | PG    | Carsen Edwards     | 1998 | 182  | 91   |  |
| 5  | Germania (bandiera)                            | AP    | Niels Giffey       | 1991 | 200  | 93   |  |
| 7  | Germania (bandiera)                            | C     | Johannes Voigtmann | 1992 | 211  | 115  |  |
| 8  | Stati Uniti (bandiera) · Porto Rico (bandiera) | P     | Shabazz Napier     | 1991 | 183  | 79   |  |
| 10 | Germania (bandiera)                            | GA    | Ivan Kharchenkov   | 2006 | 198  | 99   |  |
| 11 | Serbia (bandiera)                              | A     | Vladimir Lučić     | 1989 | 204  | 95   |  |
| 13 | Germania (bandiera)                            | G     | Andreas Obst       | 1996 | 191  | 81   |  |
| 17 | Turchia (bandiera)                             | AP    | Onuralp Bitim      | 1999 | 198  | 98   |  |
| 20 | Germania (bandiera)                            | AG    | Elias Harris       | 1989 | 203  | 108  |  |
| 21 | Germania (bandiera)                            | P     | Justus Hollatz     | 2001 | 194  | 95   |  |
| 22 | Croazia (bandiera)                             | C     | Danko Branković    | 2000 | 216  | 91   |  |
| 31 | Stati Uniti (bandiera)                         | C     | Devin Booker       | 1991 | 205  | 113  |  |

### Staff tecnico
| Allenatore: | Gordon Herbert                                                   |
| Assistenti: | Josep Maria Berrocal, Daniel Herbert, Mihajlo Mitić, T.J. Parker |

## Palmarès
- Campionato tedesco: 7

1953-1954, 1954-1955, 2013-2014, 2017-2018, 2018-2019, 2023-2024, 2024-2025
- Coppa di Germania: 5

1968, 2018, 2020-2021, 2022-2023, 2023-2024

## Cestisti
- Kenny Barker 2009-2010